# Siegenbach (Dusebach)
Der Siegenbach ist ein 5,5 km langer, südlicher und orographisch rechter und der größte Zufluss des Dusebachs bei Wolfhagen im Landkreis Kassel, Hessen (Deutschland).
Seine Quelle befindet sich auf etwa 395 m Höhe rund 4,5 km nordwestlich von Ippinghausen bzw. 4 km südwestlich von Leckringhausen an der Ostflanke des Halsbergs (410,8 m ü. NHN) im Stadtwald von Wolfhagen, naturräumlich im westlichen Langen Wald (Nr. 340.13), in der Ostabdachung des Waldecker Waldes (Nr. 340.1) und im Naturpark Habichtswald.
Der zunächst in allgemein nordnordöstlicher Richtung fließende Bach nimmt nach etwa 700 m einen von Westen (orographisch links) kommenden, auf 382 m Höhe ebenfalls am Halsberg entspringenden, mit rund 450 m Länge etwas kürzeren zweiten Quellbach auf und biegt nach weiteren 350 m nach Norden um. Etwa 400 m weiter nördlich passiert er die rechts/östlich liegende Wüstung Alveringhausen und nach weiteren 450 m biegt wieder nach Nordnordosten um. Nach 350 m speist er dann den etwa 60 × 75 m großen Stöcketeich und biegt 150 m weiter erneut nach Norden um. Etwa 750 m weiter nördlich passiert er die links liegende Wüstung Bodenhausen und speist dort zwei aufgestaute Fischteiche am westlichen Fuß des Stöckebergs (344,8 m). 800 m weiter nördlich biegt der Bach wieder nach Nordosten um, passiert nach 800 m die Gehöftgruppe „Im Siegen“ und unterquert dort die Kreisstraße K 106 von Wolfhagen nach Bühle. Nach weiteren 800 m Fließstrecke, die ihn westlich an der Kernstadt Wolfhagen und der Wüstung Germansen vorbeiführen, mündet der Siegenbach unmittelbar vor Erreichen der B 450 von Süden (orographisch rechts) kommend in den von Westsüdwesten herankommenden Dusebach, der unmittelbar danach selbst die Bundesstraße unterquert.